# Pîjivka, Nova Ușîțea
Pîjivka (în ucraineană Пижівка) este un sat în comuna Zeleni Kurîlivți din raionul Nova Ușîțea, regiunea Hmelnîțkîi, Ucraina.

## Demografie
Componența lingvistică a localității Pîjivka
     Ucraineană (98,82%)
     Alte limbi (1,17%)
Conform recensământului din 2001, majoritatea populației localității Pîjivka era vorbitoare de ucraineană (98,82%), existând în minoritate și vorbitori de alte limbi.